# Euglenes malayanus
Euglenes malayanus is een keversoort uit de familie schijnsnoerhalskevers (Aderidae). De wetenschappelijke naam van de soort werd in 1962 gepubliceerd door Werner.